# Kotsmar Mihály
Kotsmar Mihály [kocmár] (szlovénül Mihael Kotsmar) (Hodos, 1698. k. – Szák, 1750. k.)  magyarországi szlovén evangélikus lelkész és író, aki írt magyarul és latinul is.
Feltételezik, hogy valójában Kercsmár-nak hívták, mivel Őrihodoson elég gyakori ez a név. A pozsonyi líceum feljegyzéseiben található Kotsmar néven 1718-ban és 1719-ben is. A források gyakran Kertschmayer Mihályként említik.

## Élete
A pozsonyi tanulmányai végeztével a jénai egyetemre iratkozott be. 1725-re visszakerült Magyarországra és a felsőpetróci (péterhegyi) evangélikus gyülekezetet pásztorolta. 1732-ben a császári katonaság lefoglalta  az őrségi és tótsági evangélikus és református templomokat és a katolikusoknak adta át azokat. A felsőpetróci templom elfoglalásakor a helyi protestáns közösség ellenállt. Kotsmart / Kertschmayert elfogták, előbb Németújvárra vitték, majd három évig Pozsonyban raboskodott. Szabadulása után nem térhetett haza. 1737-ben lett a Komárom melletti Szák (Szákszend) lelkésze és élete végéig itt élt. 1747-ben fia, az ifjabbik Mihály felvételt nyert a pozsonyi líceumba és szintén lelkész lett.
Irodalmi munkássága töredékben maradt, elsődlegesen vallásos tárgyú műveket írt vend nyelven, valamint magyarul, vagy latinul is. Napjainkban tisztázódott, hogy az első vend nyelvű tankönyvet az Abeczedarium Szlowenszkót is ő írhatta, amely név nélkül jelent meg Németországban abban az évben, amikor Kotsmar visszatér Magyarországra.